# 김운교
《김운교》(金雲翹)는 청심재인(靑心才人)이라는 필명을 가진 익명의 작가가 지은 17세기 중국 청나라 시대의 장편 로맨스 소설로 20부작으로 구성되어 있다. 작품 이름은 여자 주인공인 왕취교(王翠翹)와 그의 여동생인 왕취운(王翠雲), 연인인 김중(金重)에서 한 글자씩 따서 지었다.
《김운교》는 푸젠 지방의 향극인 《왕취교》(王翠翹)를 원작으로 하는데 해당 연극에는 같은 이름을 가진 여자 주인공이 등장한다. 또한 18세기 베트남의 작가인 응우옌주는 이 소설을 원작으로 하여 번안한 《쭈옌 끼에우》(베트남어: Truyện Kiều)를 지었다.

## 줄거리
왕취교(王翠翹)는 벼슬아치 집안의 재능 있는 여자로서 재색을 겸비했고 여동생인 왕취운(王翠雲)이 있었다. 왕취교는 어린 시절에 김중(金重)과 연인 관계에 있었지만 예기치 못한 사건으로 인해 헤어지게 된다. 그 후 왕씨 성을 가진 아버지와 자신의 남동생 왕관(王觀) 가문이 비단 장수의 무고로 인하여 관가로 끌려가게 되자 왕취교는 마부진(馬不進), 마수마(馬秀媽)가 관리하던 창가(娼家)에 몸을 팔면서 마교(馬翹)로 개명하게 된다. 왕취교는 초자임(楚子任)에게 먼저 속아서 속수(束守, 자는 기심(其心))의 외가로 시집을 가게 된다. 하지만 본처였던 환씨(宦氏)의 질투를 받게 되자 어머니·가노와 공모하여 거짓으로 죽은 것처럼 만들게 된다. 그런 다음에 하녀로 신분을 바꾸고 화노(花奴)로 개명했다. 왕취교는 환씨의 학대를 받고 출가하면서 법호를 탁천(濯泉)이라고 지었지만 환씨의 관음각(觀音閣)에 연금되었다.
초은암(招隱庵)으로 도망친 왕취교는 비구니 각연(覺緣)과 함께 여동생 관계를 맺게 된다. 왕취교는 환씨의 관음각에서 종반(鐘盤)을 훔치려다가 발각되자 박씨(薄氏) 성을 가진 숙모의 집으로 다망치게 된다. 박 숙모는 왕취교가 자신의 집에서 오래 머무는 것을 싫어했기 때문에 자신의 조카인 박행(薄幸)에게 시집을 보냈고 왕취교는 다시 창가로 팔려나가게 된다. 그러다가 창가에서 만난 해적인 서해(徐海)에게 몸값을 지불하고 결혼하게 된다. 서해는 왕취교가 갖고 있던 마부진, 마수마, 초자임, 환씨 모녀, 박 숙모에 대한 원한을 갚아 주었다. 왕취교는 서해에게 조정으로 돌아갈 것을 권했으나 서해는 호종헌(胡宗憲)의 계략에 빠져 살해당하게 된다. 왕취교는 자신이 서해를 죽였다고 생각하고 전탕강(錢塘江, 첸탕강)에 뛰어들어 목숨을 끊었지만 비구니 각연이 왕취교를 구하게 된다. 김중은 왕취교의 행방을 알 수 없게 되자 왕취운을 아내로 맞이했기 왕취교에 재회하면서 연인이 된다.